# Tamara Wladimirowna Solonewitsch
Tamara Wladimirowna Solonewitsch (russisch Тамара Владимировна Солоне́вич; * 1894 im Russischen Kaiserreich; † 3. Februar 1938 in Sofia, Bulgarien) war eine russische Dolmetscherin, Autorin und sowjetische Regimekritikerin. Sie war die Ehefrau des russischen Autors und sowjetischen Regimekritikers Iwan Solonewitsch (1891–1953) und hatte mit ihm einen Sohn.

## Leben
Von 1928 bis 1931 arbeitete sie in Berlin für die sowjetische Handelsvertretung. 1932 konnte sie mit ihrem Sohn die Sowjetunion verlassen und lebte mit ihrem Sohn in Bulgarien. Bei einem Bombenattentat in den Räumen der Zeitungsredaktion der Golos Rossii wurde sie am 3. Februar 1938 getötet. Der Anschlag galt auch ihrem Ehemann und dessen Bruder Boris Solonewitsch (1898–1989). Der Attentäter ist selbstverständlich auf sowjetrussischer Seite zu suchen, schreibt die Neue Zürcher Zeitung in einem zeitgenössischen Bericht über Anschläge von Stalins Geheimdienst.

## Werke
- Hinter den Kulissen der Sowjetpropaganda, Volksverband der Bücherfreunde, Wegweiser Verlag, Berlin 1938.
- Drei Jahre bei der Berliner Sowjethandelsvertretung, Essener Verlagsanstalt, Essen 1939.